# Ovambolândia

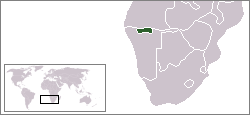
Localização do bantustão da Ovambolândia

Ovambolândia é a designação dada a uma região do nordeste da Namíbia, na fronteira com Angola, habitada maioritariamente por comunidades da etnia ovambo. Entre 1973 e 1989, durante o regime de apartheid imposto pela República da África do Sul no então território do Sudoeste Africano, a região constituiu um bantustão com o mesmo nome.